# Andorras riksvapen
Andorras riksvapen antogs 1969 i sin nuvarande utformning men ursprunget har funnits i århundraden. Vapenskölden är delad i fyra rutor. I den övre vänstra rutan syns en mitra och en kräkla som symbol för biskopen av La Seu d'Urgell. I det övre högra hörnet visas tre röda och tre guldstöttor som symbol för greven av Foix. Den nedre vänstra visar fyra guldstöttor från Katalonien. Den nedre högra har två röda kor från Béarn. Under vapenskölden syns texten Virtus Unita Fortior som kan översättas som Förenade är vi starka från latin.